# Emil Larsen (zapaśnik)
Emil Marinus Larsen (ur. 6 kwietnia 1888 w Nykøbing Falster, zm. 26 czerwca 1942 w Kopenhadze) – duński zapaśnik walczący w stylu klasycznym. Trzykrotny olimpijczyk. Zajął dziewiąte miejsce w Antwerpii 1920, czwarte w Paryżu 1924 i jedenaste w Amsterdamie 1928. Walczył w wadze ciężkiej.
Brązowy medalista mistrzostw świata w 1921; uczestnik zawodów w 1922. Mistrz Danii w latach 1915–1919, 1923 i 1925-1928.

## Letnie Igrzyska Olimpijskie 1920
| Konkurencja             | Rundy eliminacyjne      | Klas. końcowa |
| Konkurencja             | Przeciwnik I            | Miejsce       |
| ----------------------- | ----------------------- | ------------- |
| +82,5 kg styl klasyczny | Martti Nieminen (FIN) P | 9.            |

## Letnie Igrzyska Olimpijskie 1924
| Konkurencja             | Rundy eliminacyjne  | Rundy eliminacyjne   | Rundy eliminacyjne   | Rundy eliminacyjne   | Rundy eliminacyjne      | Klas. końcowa |
| Konkurencja             | Przeciwnik I        | Przeciwnik II        | Przeciwnik III       | Przeciwnik IV        | Przeciwnik V            | Miejsce       |
| ----------------------- | ------------------- | -------------------- | -------------------- | -------------------- | ----------------------- | ------------- |
| +82,5 kg styl klasyczny | Jānis Polis (LAT) Z | Rajmund Badó (HUN) P | Jussi Salila (FIN) Z | Léon Pottier (BEL) Z | Edil Rosenqvist (FIN) P | 4.            |

## Letnie Igrzyska Olimpijskie 1928
| Konkurencja             | Rundy eliminacyjne    | Rundy eliminacyjne   | Klas. końcowa |
| Konkurencja             | Przeciwnik I          | Przeciwnik II        | Miejsce       |
| ----------------------- | --------------------- | -------------------- | ------------- |
| +82,5 kg styl klasyczny | Georg Gehring (GER) P | Mehmet Çoban (TUR) P | 11.           |